# Thomas Drozda
Thomas Drozda (ur. 24 lipca 1965 w Kematen an der Krems) – austriacki polityk i działacz kulturalny, od 2016 do 2017 minister ds. sztuki i kultury.

## Życiorys
Studiował zarządzanie przedsiębiorstwem i gospodarką narodową na Universität Linz. Od 1991 pracował jako dyrektor generalny w wiedeńskim wydawnictwie Trotzdem-Verlag należącym do organizacji młodzieżowej socjaldemokratów. Później przeszedł do działu badań ekonomicznych Austriackiego Banku Narodowego. Od 1993 był doradcą ds. polityki gospodarczej w rządzie kanclerza Franza Vranitzky'ego. W 1996 został doradcą ds. sztuki i kultury, zajmował to stanowisko również w gabinecie Viktora Klimy.
Od 1998 do 2008 był dyrektorem handlowym w Burgtheater. W latach 2007–2014 zasiadał w radzie austriackiego publicznego nadawcy radiowego i telewizyjnego Österreichischer Rundfunk. W latach 2008–2016 kierował teatralną kompanią VBW, produkującą musicale dla wiedeńskich teatrów. Od 2009 był także prezesem stowarzyszenia kulturalnego Wiener Bühnenverein.
W maju 2016 dołączył do nowo utworzonego rządu Christiana Kerna. Z rekomendacji Socjaldemokratycznej Partii Austrii objął stanowisko ministra bez teki, powierzono mu następnie sprawy sztuki, kultury, spraw konstytucyjnych i mediów.
W wyborach w 2017 z ramienia socjaldemokratów został wybrany do Rady Narodowej XXVI kadencji. W grudniu 2017 zakończył pełnienie funkcji rządowej. Od września 2018 był dyrektorem zarządzającym socjaldemokratów. Ustąpił we wrześniu 2019 po słabym wyniku partii w wyborach parlamentarnych (w których sam uzyskał poselską reelekcję).